# Liste der Baudenkmäler in Falkenstein (Oberpfalz)

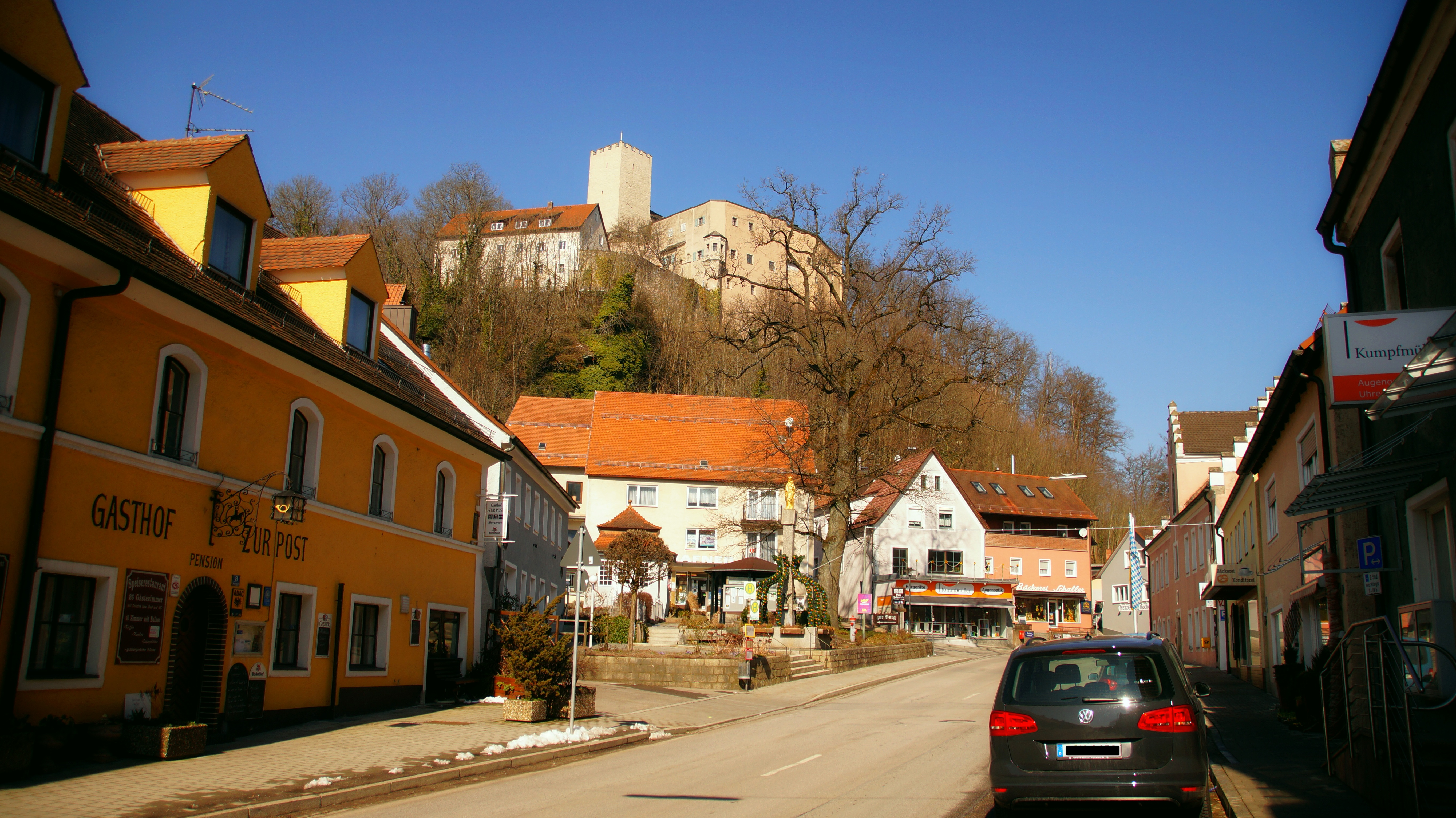
Marktplatz in Falkenstein mit Blick auf die Burg

Auf dieser Seite sind die Baudenkmäler in dem Oberpfälzer Markt Falkenstein zusammengestellt. Diese Tabelle ist eine Teilliste der Liste der Baudenkmäler in Bayern. Grundlage ist die Bayerische Denkmalliste, die auf Basis des Bayerischen Denkmalschutzgesetzes vom 1. Oktober 1973 erstmals erstellt wurde und seither durch das Bayerische Landesamt für Denkmalpflege geführt wird. Die folgenden Angaben ersetzen nicht die rechtsverbindliche Auskunft der Denkmalschutzbehörde.

## Baudenkmäler nach Ortsteilen

### Falkenstein
| Lage                                                   | Objekt                                | Beschreibung | Akten-Nr.              | Bild                                  |
| ------------------------------------------------------ | ------------------------------------- | --- | ---------------------- | ------------------------------------- |
| Alter Markt 7 (Standort)                               | Wohnhaus                              | Eingeschossiger und gestelzter traufständiger Satteldachbau mit Halbwalm und verschaltem Giebelschrot, wohl 18. Jahrhundert | D-3-72-125-2 Wikidata  | Wohnhaus                              |
| Burgstraße 1 (Standort)                                | Wohnhaus                              | Zweigeschossiger und traufständiger Satteldachbau mit Fußwalm und Filialgiebel, polygonalem Erkerturm, Flacherker und Putzgliederungen, Heimatstil, 1921–23 | D-3-72-125-3 Wikidata  | Wohnhaus                              |
| Burgstraße 7 (Standort)                                | Katholische Marktkirche St. Sebastian | Saalbau mit abgewalmtem Satteldach und ehemaligem Chorflankenturm, 17. Jahrhundert, dreischiffige basilikale Westerweiterung mit eingezogener Apsis, romanisierend, 1934; mit Ausstattung | D-3-72-125-4 Wikidata  | Katholische Marktkirche St. Sebastian |
| Burgstraße 10; Burgstraße 12; Burgstraße 14 (Standort) | Burg                                  | unregelmäßige Randhausanlage des 11. Jahrhunderts, in der Gotik geringfügig verändert, um 1619 größtenteils umgebaut; Bergfried, dreigeschossiger Turm mit Zinnenkranz, Bruchsteinmauern mit Eckquadern; Wohngebäude, Vierflügelanlage aus drei- bis viergeschossigen Satteldach- und Walmdachbauten mit gewölbtem Tordurchgang und Hofportal mit Pultdach im Süden und zweigeschossigem Arkadengang auf der Nordseite, Renaissance, um 1619, Südostbau mit polygonalem Erker, Renaissance, um 1619; Südbastion, spornförmig vorspringende Bruchsteinmauer; Ehemalige Schlosskapelle, Saalbau mit gerundetem Ostabschluss, abgewalmtem Satteldach, Westturm mit Zwiebelhaube und rustiziertem Portal, Renaissance, 17. Jahrhundert; mit Ausstattung; Ehemaliges Herrenhaus, später Kastenhaus und Forsthaus, eingeschossiger und traufständiger Satteldachbau, 1780 | D-3-72-125-7 Wikidata  | weitere Bilder                        |
| Kirchbergstraße 13 (Standort)                          | Ehemaliges Schulhaus                  | Zweigeschossiger und traufständiger Satteldachbau mit Gesimsgliederungen, erbaut nach Brand 1846 | D-3-72-125-9 Wikidata  | Ehemaliges Schulhaus                  |
| Marktplatz 1 (Standort)                                | Rathaus, ehemaliges Pflegamt          | Zweigeschossiger und traufständiger Satteldachbau mit Zwerchhäusern und Staffelgiebel, 17. Jahrhundert, erneuert im 3. Viertel 19. Jahrhundert | D-3-72-125-11 Wikidata | Rathaus, ehemaliges Pflegamt          |
| Marktplatz 7; Krankenhausstraße 1; 3 (Standort)        | Gasthof                               | Zweigeschossiger und traufständiger Satteldachbau mit Zwerchhäusern und Treppengiebeln, im Stil des Rathauses, um 1860/70; Stall- und Scheunenflügel des Wirtschaftshofes, eingeschossiger Satteldachbauten mit Kniestock und Staffelgiebeln, 2. Hälfte 19. Jahrhundert; Nebengebäude, zweigeschossige und traufständige Satteldachbauten, über winkelförmigem Grundriss, der westliche mit Treppengiebel, um 1860/70 | D-3-72-125-12 Wikidata | Gasthof                               |
| Nähe Burgstraße 8 (Standort)                           | Wegkreuz                              | Lateinische Form auf Sockel mit Dreipassenden und Maßwerkbesatz, Granit, neugotisch, um 1870 | D-3-72-125-5 Wikidata  | Wegkreuz                              |
| Nähe Marktplatz 6 (Standort)                           | Marienfigur                           | Gusseisen, vergoldet, Ende 19. Jahrhundert, auf Granitbrunnen von Blasius Spreng, 1972 | D-3-72-125-14 Wikidata | Marienfigur                           |
| Sonnenstraße 7 (Standort)                              | Wohnhaus                              | Zweigeschossiger und giebelständiger Satteldachbau mit Segmentbogenöffnungen und Putzgliederungen, 1858 | D-3-72-125-16 Wikidata | Wohnhaus                              |
| Straubinger Straße 3 (Standort)                        | Wohnhaus für Bahnbedienstete          | Zweigeschossiger Mansardwalmdachbau mit Zwerchgiebeln, neubarock, um 1912 | D-3-72-125-18 Wikidata | Wohnhaus für Bahnbedienstete          |

### Aipoln
| Lage                | Objekt     | Beschreibung                                                                             | Akten-Nr.              | Bild |
| ------------------- | ---------- | ---------------------------------------------------------------------------------------- | ---------------------- | ---- |
| Aipoln 1 (Standort) | Bauernhaus | Zweigeschossiger Wohnstallbau mit überstehendem Walmdach und Blockbau-Obergeschoss, 1852 | D-3-72-125-19 Wikidata | BW   |

### Antersdorf
| Lage                    | Objekt     | Beschreibung | Akten-Nr.              | Bild |
| ----------------------- | ---------- | --- | ---------------------- | ---- |
| Antersdorf 3 (Standort) | Bauernhaus | Zweigeschossiger Wohnstallbau mit überstehendem Walmdach, Blockbau-Obergeschoss und umlaufendem Schrot, 18./19. Jahrhundert | D-3-72-125-20 Wikidata | BW   |

### Arrach
| Lage                                         | Objekt                                                                          | Beschreibung | Akten-Nr.              | Bild                                 |
| -------------------------------------------- | ------------------------------------------------------------------------------- | --- | ---------------------- | ------------------------------------ |
| Dorfstraße 6 (Standort)                      | Ehemaliges Pfarrhaus                                                            | Zweigeschossiger und giebelständiger Halbwalmdachbau, wohl 1. Hälfte 19. Jahrhundert | D-3-72-125-25 Wikidata | BW                                   |
| Pfarrer-Christstetter-Straße 3 (Standort)    | Waldlerhaus                                                                     | Eingeschossiger und traufständiger Wohnstallbau mit Flachsatteldach und Blockbau-Kniestock, 18./19. Jahrhundert | D-3-72-125-24 Wikidata | Waldlerhaus                          |
| Pfarrer-Christstetter-Straße 6; 8 (Standort) | Katholische Pfarrkirche St. Valentin                                            | Saalbau mit eingezogenem Chor, Sattel- und Walmdach, Fassadenturm mit Zwiebelhaube und Putzgliederungen, Chor gotisch, Langhaus 1750–52, spätbarock, bezeichnet mit 1752; mit Ausstattung; Friedhofskapelle, quadratischer Bau mit Zelt- und Glockendach, 18. Jahrhundert; Geschlossener Friedhofsbering, Bruchsteinmauer mit Legschindeldachung, 18. Jahrhundert | D-3-72-125-21 Wikidata | Katholische Pfarrkirche St. Valentin |
| Pfarrer-Christstetter-Straße 10 (Standort)   | Altes Schulhaus                                                                 | Zweigeschossiger und traufständiger Halbwalmdachbau mit Gesimsgliederungen, spätes 18. Jahrhundert | D-3-72-125-23 Wikidata | BW                                   |
| Pfarrer-Christstetter-Straße 20 (Standort)   | Schulhaus                                                                       | Eingeschossiger und giebelständiger Frackdachbau, verputzt, mit Granitsteinbesatz und Bohlen-Kniestock, um 1930 | D-3-72-125-22 Wikidata | BW                                   |
| Tannerl (Standort)                           | Wallfahrts- und Nebenkirche, sogenannte Tannerl-Kapelle Zum Gegeißelten Heiland | Satteldachbau mit eingezogenem Chor und Dachreiter, spätes 17. Jahrhundert; mit Ausstattung, 1949/50 erneuert. | D-3-72-125-26 Wikidata | weitere Bilder                       |

### Birkenau
| Lage                  | Objekt     | Beschreibung                                                             | Akten-Nr.              | Bild |
| --------------------- | ---------- | ------------------------------------------------------------------------ | ---------------------- | ---- |
| Birkenau 2 (Standort) | Hofkapelle | Satteldachbau, spätes 19. Jahrhundert, mit Ausstattung und Totenbrettern | D-3-72-125-27 Wikidata | BW   |

### Eckerzell
| Lage                    | Objekt              | Beschreibung | Akten-Nr.              | Bild |
| ----------------------- | ------------------- | --- | ---------------------- | ---- |
| Eckerzell 4b (Standort) | Kapelle St. Florian | Traufständiger und abgewalmter Satteldachbau mit verschindeltem Dachreiter, wohl Anfang 19. Jahrhundert; mit Ausstattung | D-3-72-125-28 Wikidata | BW   |

### Erpfenzell
| Lage                     | Objekt                              | Beschreibung | Akten-Nr.              | Bild |
| ------------------------ | ----------------------------------- | --- | ---------------------- | ---- |
| Erpfenzell 9a (Standort) | Katholische Nebenkirche Hl. Familie | Giebelständiger Saalbau mit abgewalmtem Satteldach, eingezogenem Chor, Chorflankenturm und Putzrahmungen, neugotisch, 1894–96, mit Ausstattung | D-3-72-125-29 Wikidata | BW   |

### Gfäll
| Lage                        | Objekt                   | Beschreibung | Akten-Nr.              | Bild |
| --------------------------- | ------------------------ | --- | ---------------------- | ---- |
| Am Ödgarten 1; 3 (Standort) | Wohnhaus                 | Nachbildung eines Wohnstallbaues, eingeschossiger und giebelständiger Flachsatteldachbau mit Blockbau-Kniestock und Giebelschrot, an der Firstsäule bezeichnet mit 1699; 1988 aus Auenzell, Gde. Wiesenfelden, Lkr. Straubing-Bogen, hierher transferiert; Getreidestadel, aufgeständerter Blockbau mit Frackdach, bezeichnet mit 1730, über neu gemauertem Untergeschoss mit tonnengewölbtem Bruchsteinkeller, angeschlossen ehemaliges Austragshaus, zweigeschossiger Blockbau, 1783 (dendr. dat.); beide 1982 aus Bierwinkel, Gde. Zandt, hierher transferiert; Stadel, Ständerbau mit Flachsatteldach und eingebautem Blockbau-Schweinekoben, bezeichnet mit 1855; 1983 aus Waffenhof, Gde. Zell, hierher transferiert | D-3-72-125-30 Wikidata | BW   |
| Am Ödgarten 3 (Standort)    | Ehemaliges Wohnstallhaus | Zweigeschossiger und giebelständiger Flachsatteldachbau mit Blockbau-Obergeschoss, mit zwei Giebelschroten und Seitenschrot sowie 1893 aufgesteiltem Satteldach, auf maß- und materialgerecht neu gemauertem Erdgeschoss, 1716 (dendr. dat.), Stallteil unter rekonstruiertem Dach neu gemauert, mit wiedererrichtetem Ziegelkappengewölbe, ursprünglich von 1937, 1986/87 mit allen originalen Ausbaudetails aus Obertraubenbach, Gde. Schorndorf, transferiert; Scheune, Ständerbau mit Flachsatteldach und Legschindeldeckung, bezeichnet mit 1818, 1988 aus Roßbach, Gde. Chamerau, transferiert; Scheune mit eingebautem Blockbau-Getreidekasten, zweigeschossiger Flachsatteldachbau, wohl 18. Jahrhundert, Seitenschrot und erdgeschossiges Ständerwerk teilweise ergänzt, ursprünglich Krüppelwalmdach mit Schindeldeckung; Scheune, Ständerbau mit Blockbau-Obergeschoss, Satteldach und verschaltem Giebelschrot, 18./19. Jahrhundert, 1989 aus Schwarzenberg, Markt Eschlkam, transferiert | D-3-72-125-60 Wikidata | BW   |
| Nähe Kirchstraße (Standort) | Wegkreuz                 | reich verziertes Eisenkreuz auf Steinsockel, bezeichnet 1864 | D-3-72-125-64          | BW   |

### Hagenau
| Lage                   | Objekt                | Beschreibung                                         | Akten-Nr.              | Bild |
| ---------------------- | --------------------- | ---------------------------------------------------- | ---------------------- | ---- |
| Sengersberg (Standort) | Burgruine Sengersberg | Mauerreste aus Granitbruchstein, 12./13. Jahrhundert | D-3-72-125-31 Wikidata | BW   |

### Hofstetten
| Lage                    | Objekt                                         | Beschreibung | Akten-Nr.              | Bild |
| ----------------------- | ---------------------------------------------- | --- | ---------------------- | ---- |
| Hofstetten 2 (Standort) | Klosterkapelle zu den Sieben Schmerzen Mariens | Halbrund schließender Saalbau mit abgewalmtem Satteldach, Fassadenturm mit Spitzdach und Putzgliederungen, neugotisch, bezeichnet mit 1897 | D-3-72-125-32 Wikidata | BW   |

### Hundessen
| Lage                   | Objekt                         | Beschreibung                                                          | Akten-Nr.              | Bild |
| ---------------------- | ------------------------------ | --------------------------------------------------------------------- | ---------------------- | ---- |
| Hundessen 1 (Standort) | Wohnstallbau eines Bauernhofes | Zweigeschossiger und giebelständiger Halbwalmdachbau, 18. Jahrhundert | D-3-72-125-33 Wikidata | BW   |

### Marienstein (Marnstein)
| Lage                     | Objekt                                         | Beschreibung | Akten-Nr.              | Bild           |
| ------------------------ | ---------------------------------------------- | --- | ---------------------- | -------------- |
| Marienstein 1 (Standort) | Katholische Filialkirche St. Petrus und Paulus | Saalbau mit eingezogener flacher Apsis, Untergeschoss, abgewalmtem Satteldach in Blech und Westturm mit Zwiebelhaube, 1719ff., nach Brand 1821 erneuert, mit Ausstattung; Auf hohem Felsensockel; Felsen beim Turm mit Nischenbehausung und Durchschlupf | D-3-72-125-34 Wikidata | weitere Bilder |
| Marienstein 3 (Standort) | Gasthaus                                       | Eingeschossiger und traufständiger, verputzter Blockbau mit Mansardwalmdach, 1823 | D-3-72-125-35 Wikidata | BW             |

### Mistlhof
| Lage                              | Objekt      | Beschreibung | Akten-Nr.              | Bild |
| --------------------------------- | ----------- | --- | ---------------------- | ---- |
| Mistlhof 4; Mistlhof 6 (Standort) | Waldlerhaus | Eingeschossiger und traufständiger Blockbau mit Flachsatteldach, Giebelschrot und gemauertem Stallteil, Mitte 19. Jahrhundert | D-3-72-125-36 Wikidata | BW   |

### Mühlthal
| Lage                  | Objekt       | Beschreibung | Akten-Nr.              | Bild |
| --------------------- | ------------ | --- | ---------------------- | ---- |
| Mühlthal 3 (Standort) | Austragshaus | Zweigeschossiger und traufständiger Satteldachbau, Obergeschoss mit Blockbauteilen und verschaltem Giebelschrot, 18./19. Jahrhundert | D-3-72-125-37 Wikidata | BW   |
| Mühlthal 5 (Standort) | Hofkapelle   | Satteldachbau mit Vordach auf Holzsäulen, 1873                                                                                       | D-3-72-125-38 Wikidata | BW   |

### Neuhofen
| Lage                              | Objekt     | Beschreibung                                                                                              | Akten-Nr.              | Bild |
| --------------------------------- | ---------- | --- | ---------------------- | ---- |
| Neuhofen 2; Neuhofen 6 (Standort) | Bauernhaus | Zweigeschossiger und giebelständiger Wohnstallbau mit Satteldach und Blockbau-Obergeschoss, 1886 erneuert | D-3-72-125-39 Wikidata | BW   |

### Oberaign
| Lage                  | Objekt     | Beschreibung | Akten-Nr.              | Bild |
| --------------------- | ---------- | --- | ---------------------- | ---- |
| Oberaign 1 (Standort) | Bauernhaus | Zweigeschossiger und traufständiger Wohnstallbau mit Satteldach, Blockbau-Obergeschoss, Giebel- und Seitenschrot, Mitte 19. Jahrhundert | D-3-72-125-40 Wikidata | BW   |

### Oberforst
| Lage                   | Objekt         | Beschreibung | Akten-Nr.              | Bild |
| ---------------------- | -------------- | --- | ---------------------- | ---- |
| Oberforst 3 (Standort) | Gastwirtschaft | Zweigeschossiger und traufständiger Satteldachbau mit Blockbau-Obergeschoss und Seitenschrot, Mitte 19. Jahrhundert | D-3-72-125-41 Wikidata | BW   |

### Saffelberg
| Lage            | Objekt        | Beschreibung | Akten-Nr.              | Bild |
| --------------- | ------------- | --- | ---------------------- | ---- |
| Saffelberg 8 () | Wohnstallhaus | Zweigeschossiger und giebelständiger Satteldachbau mit Blockbau-Obergeschoss und zwei Giebelschroten, Mitte 19. Jahrhundert | D-3-72-125-42 Wikidata |      |

### Schergendorf
| Lage                                        | Objekt                              | Beschreibung | Akten-Nr.              | Bild |
| ------------------------------------------- | ----------------------------------- | --- | ---------------------- | ---- |
| Schergendorf 8 (Standort)                   | Waldlerhaus                         | Eingeschossiger und traufständiger Blockbau mit Satteldach und Giebelschrot, 18./19. Jahrhundert | D-3-72-125-61 Wikidata | BW   |
| Schergendorf 10; Schergendorf 11 (Standort) | Bauernhof, ehemaliges Wohnstallhaus | Eingeschossiger Flachsatteldachbau mit Blockbau-Kniestock, 18./19. Jahrhundert, zum Teil später verändert; Stadel, verbretterter Ständerbau mit Flachsatteldach, bezeichnet mit 1796; Freistehender Backofen mit Flachsatteldach, 19. Jahrhundert; Bienenhaus, Ständer- und Blockbau mit Satteldach, um 1920/30; Sommerkeller, tonnengewölbter Bruchsteinbau, um 1800 | D-3-72-125-62 Wikidata | BW   |

### Schweinsberg
| Lage                      | Objekt                                            | Beschreibung | Akten-Nr.              | Bild |
| ------------------------- | ------------------------------------------------- | --- | ---------------------- | ---- |
| Schweinsberg 1 (Standort) | Wohnstallhaus eines Dreiseithofs                  | Eingeschossiger und giebelständiger Satteldachbau mit Blockbau-Kniestock und hölzerner Rautentür, 1. Hälfte 19. Jahrhundert | D-3-72-125-46 Wikidata | BW   |
| Schweinsberg 3 (Standort) | Ehemaliges Bauernhaus                             | Giebelständiger eineinhalbgeschossiger Blockbau mit Satteldach, 18./19. Jahrhundert                                         | D-3-72-125-47 Wikidata | BW   |
| Schweinsberg 9 (Standort) | Austragshaus der Sägmühle, ehemaliges Waldlerhaus | Zweigeschossiger Blockbau mit Flachsatteldach und Giebelschrot, 1. Hälfte 19. Jahrhundert, 1874 aufgestockt                 | D-3-72-125-44 Wikidata | BW   |

### Völling
| Lage                               | Objekt     | Beschreibung                                                                              | Akten-Nr.              | Bild |
| ---------------------------------- | ---------- | ----------------------------------------------------------------------------------------- | ---------------------- | ---- |
| Falkensteiner Straße 30 (Standort) | Steinkreuz | Lateinische Form mit verbreitertem Fuß, Kopf fehlt, wohl spätmittelalterlich              | D-3-72-125-63 Wikidata | BW   |
| In Völling (Standort)              | Bildstock  | Ädikula mit zwei Pfeilern und Bildnische auf Sockel, Granit, bezeichnet mit 1857 und 1869 | D-3-72-125-52 Wikidata | BW   |

### Witzenzell
| Lage                     | Objekt      | Beschreibung | Akten-Nr.              | Bild |
| ------------------------ | ----------- | --- | ---------------------- | ---- |
| Falter (Standort)        | Wegkapelle  | Giebelständiger und abgewalmter Satteldachbau mit Vordach, um 1920, modern erneuert                                                  | D-3-72-125-55 Wikidata | BW   |
| Witzenzell 8 (Standort)  | Waldlerhaus | Zweigeschossiger und giebelständiger Satteldachbau mit Blockbau-Obergeschoss und verschaltem Giebelschrot, 1. Hälfte 19. Jahrhundert | D-3-72-125-54 Wikidata | BW   |
| Witzenzell 19 (Standort) | Bauernhaus  | Zweigeschossiger und traufständiger Satteldachbau mit Blockbau-Obergeschoss und erneuertem Giebelschrot, bezeichnet mit 1878         | D-3-72-125-56 Wikidata | BW   |